# Servi Corneli Cos
Servi Corneli Cos (en llatí Servius Cornelius M. F. L. N. Cossus) va ser un polític i militar romà del segle v aC. Era membre de la família Cos, una branca de la gens Cornèlia. Era segurament germà d'Aule Corneli Cos, cònsol l'any 428 aC i del dictador Publi Corneli Rutil Cos.
Era un dels tres tribuns consulars l'any 434 aC segons Diodor de Sicília, però Tit Livi assigna cònsols per aquest any. En la guerra contra Veïs, els cònsols o tribuns consulars van ser rebutjats, i els tribuns consulars van nomenar dictador Mamerc Emili Mamercí. Aquest va nomenar Servi Corneli Cos com el seu magister equitum.